# Cirsium leo
Cirsium leo là một loài thực vật có hoa trong họ Cúc. Loài này được Nakai & Kitag. mô tả khoa học đầu tiên năm 1934.